# Покрајина Хормозган
Хормозган (перс. هرمزگان - Hormozgân) је једна од 30 провинција Ирана. Налази се на самом југу земеље. Обухвата површину од 68.475 km² на којој живи око 1.300.000 становника. У саставу Хормозгана улази и 14 острва у Персијском заливу. Административни центар покрајине је Бендер Абас.

## Насеља
Хормозган има неколико већих градова. Његова територија подељена је на 21 регије са 69 општина која обухватају 2046 села.

## Историја
Иако се према легенди веровало да је Хормозган био настањен у доба Ахеменидске ере и Неарховог пролаза, први историјски извори датирају из времена Арташир Папакана и његовог Сасанидског царства. Првобитно се на хормозгански обала почели развијати градови-луке, који су привлачили путујуће трговце. 
Замењивањем паганизма и монотеистичких религија са исламом, популација Хормозгана се почела повећавати.
Чувени венецијански трговац Марко Поло посетио је град Бендер Абас 1272. и 1293. и забележио развијеност трговањем накитом, свилом и зачинима са истока.
Доласком Васке де Гаме почела је колонизација југозападне Азије. Током 1497, обале Хормазгана биле у поседу Португала. 1506. године по налогу официра Афонса де Албукерка, из Португала доведена је поморска флота од 7 ратних бродова како би бранио интересе Португала у Персијском заливу. Тада је лука Хормоз постала и војно стратешка лука са комерцијалним интересима.

## Образовање
Образовни систем у Ирану дуго је био под утицајем исламске културе. Међутим последњих година стандард образовања се повећава. Састоји се од основног, средњошколског и високошколског сектора.

### Факултети и универзитети
- Медицински универзитет у Бендер Абасу
- Хормозгански универзитет
- Кешмски институт за високо образовање
- Islamic Azad University of Bandar Abbas
- Универзитет Кишски